# Санья, Бакари
Бакари́ Санья́ (фр. Bacary Sagna, французское произношение [bakaʁi saɲa]; родился 14 февраля 1983, Санс, Франция) — французский футболист, правый защитник.

## Клубная карьера

### «Осер»
Бакари Санья сыграл за «Осер» 87 матчей в чемпионате Франции и был включён в состав, который выиграл Кубок Франции в 2005 году. Также он играл в Кубке УЕФА в каждом из трёх сезонов, когда он был футболистом основного состава. Бакари сыграл 17 матчей в этом турнире. Также он был включён в символическую сборную чемпионата Франции как правый защитник.

### «Арсенал»
12 июля 2007 года Бакари Санья перешёл из «Осера» в лондонский «Арсенал». Ему была предоставлена футболка под номером 3, которую до него носил Эшли Коул, перешедший в лондонский «Челси». 19 июля он дебютировал за новый клуб в товарищеском матче против турецкого «Генчлербирлиги», которую «Арсенал» уверенно выиграл 3:0. В Премьер-лиге Санья дебютировал в 1-м туре в игре с «Фулхэмом» («Арсенал» победил 2:1). Санья в большинстве случаев занимает позицию правого защитника, хотя он также может сыграть и в центре, и на левом фланге, и даже в полузащите.
3 февраля 2008 года Бакари Санья стал автором голевой передачи на Эммануэля Адебайора в игре против «Манчестер Сити», которую «Арсенал» выиграл со счетом 3:1.
23 марта 2008 года Бакари забил свой первый гол в составе «канониров». После подачи углового он зряче пробил головой в ворота лондонского «Челси». Однако этот гол не спас «Арсенал» от поражения со счётом 1:2.
1 августа 2010 года Санья забил гол в ворота шотландского «Селтика» в рамках Emirates Cup. После розыгрыша углового Бакари из пределов штрафной мощно пробил по воротам. «Канониры» одержали победу со счётом 3:2 и одержали победу в кубке, а этот гол стал для французского защитника вторым в карьере.
14 ноября 2010 года в матче против «Эвертона» Санья отличился голом с передачи Андрея Аршавина, мощнейшим ударом в ближний угол заставив капитулировать голкипера «ирисок» Тима Ховарда.
19 января 2011 года Санья отметился точным ударом во втором матче третьего раунда Кубка Англии против «Лидса», чем помог своему клубу одержать победу (3:1) и пройти в следующий раунд.
2 октября 2011 года в матче с «Тоттенхэмом» получил перелом малой берцовой кости правой ноги.
5 мая 2012 года в матче с «Норвичем» Бак вновь получил перелом малой берцовой кости и был вынужден пропустить Евро-2012. Он был заменен главным тренером «Ле Бле» Лораном Бланом на игрока «Лилля» Матьё Дебюши.
22 сентября 2013 года в матче против «Сток Сити» Бакари забил мяч головой после подачи Месута Озила.

### «Манчестер Сити»
13 июня 2014 года «Манчестер Сити» объявил о переходе Санья в стан «горожан» после окончания контракта с «Арсеналом». Контракт был подписан сроком на 3 года. По истечении контракта футболист стал свободным агентом.

### «Беневенто»
3 февраля 2018 года Бакари Санья подписал контракт с «Беневенто». До этого футболист находился в статусе свободного агента с июля прошлого года.

## Статистика
| Сезон   | Клуб           | Страна       | Матчи | Голы |  |
| ------- | -------------- | ------------ | ----- | ---- |  |
| 2004/05 | Осер           | Флаг Франции | 26    | 0    |  |
| 2005/06 | Осер           | Флаг Франции | 23    | 0    |  |
| 2006/07 | Осер           | Флаг Франции | 38    | 0    |  |
| 2007/08 | Арсенал        | Флаг Англии  | 40    | 1    |  |
| 2008/09 | Арсенал        | Флаг Англии  | 49    | 0    |  |
| 2009/10 | Арсенал        | Флаг Англии  | 44    | 0    |  |
| 2010/11 | Арсенал        | Флаг Англии  | 43    | 2    |  |
| 2011/12 | Арсенал        | Флаг Англии  | 29    | 1    |  |
| 2012/13 | Арсенал        | Флаг Англии  | 31    | 0    |  |
| 2013/14 | Арсенал        | Флаг Англии  | 48    | 1    |  |
| 2014/15 | Манчестер Сити | Флаг Англии  | 16    | 0    |  |
| Всего   | Всего          | Всего        | 297   | 4    |  |

## Достижения

### Командные достижения
Осер
- Обладатель Кубка Франции: 2004/05

 Арсенал
- Обладатель Кубка Англии: 2013/14

 Манчестер Сити
- Обладатель Кубка Английской Лиги : 2016

### Личные достижения
- Лучший правый защитник чемпионата Франции: 2007
- Лучший правый защитник чемпионата Англии: 2008, 2011